# 池田町ウヱノ
池田町ウヱノ（いけだちょうウヱノ）は、徳島県三好市の町名。郵便番号は778-0001。

## 地理
南は池田町マチ、東は池田町シマ、西は池田町イタノ及び池田町シンヤマ、北は吉野川を挟んで池田町西山にそれぞれ接する。

### 河川
- 吉野川
- 弥十柳川

## 歴史
- 2006年（平成18年）3月1日 - 三好郡池田町が三野町・山城町・井川町・東祖谷山村・西祖谷山村と合併して三好市が発足し、現在の町名となる。

## 世帯数と人口
2021年（令和3年）12月31日現在の世帯数と人口は以下の通りである。
| 町丁         | 世帯数  | 人口  |
| ------------ | ------- | ----- |
| 池田町ウヱノ | 328世帯 | 657人 |

## 小・中学校の学区
市立小・中学校に通う場合、学区は以下の通りとなる。
| 番地 | 小学校             | 中学校             |
| ---- | ------------------ | ------------------ |
| 全域 | 三好市立池田小学校 | 三好市立池田中学校 |

## 施設

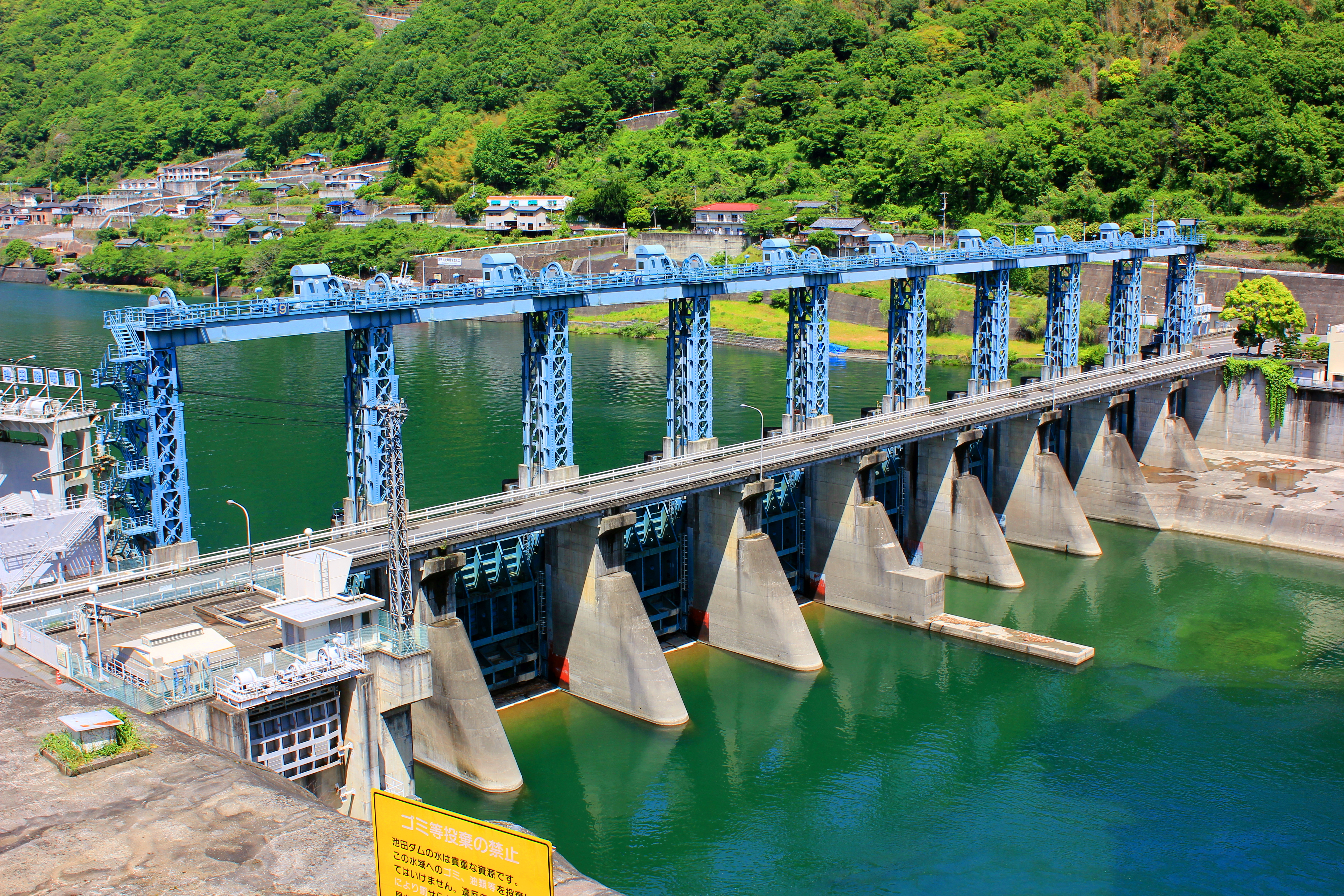
池田ダム

### 公共施設
- 池田ダム

### 教育施設
- 徳島県立池田高等学校
- 三好市立池田中学校
- 三好市立池田小学校

### 公園
- 諏訪公園

### 社寺・史跡
- 丸山神社
- 大西城址

### 宿泊施設
- ビジネスホテル阿波池田

### 企業
- 池田ケーブルネットワーク

### その他
- 敷之上橋

## 交通

### 鉄道
- 地内に駅はなく、最寄り駅はJR土讃線 阿波池田駅

### 道路
国道
- 国道319号

都道府県道
- 香川県道・徳島県道5号観音寺池田線